# Kermia aglaia
Kermia aglaia é uma espécie de gastrópode do gênero Kermia, pertencente a família Raphitomidae.